# Coelioxys boharti
Coelioxys boharti là một loài Hymenoptera trong họ Megachilidae. Loài này được Mitchell mô tả khoa học năm 1962.